# Erazm Filek
Erazm Józef Filek, imię zakonne: Jakobin od św. Gerarda (ur. 20 lutego 1907 w Barwałdzie Średnim, zm. 23 maja 1976 w Czernej) – polski karmelita bosy, duszpasterz w Wilnie i Miadziole, w latach 1949–1956 więzień sowieckich łagrów w Kazachstanie, autor Katakumb dwudziestego wieku.

## Życiorys
Urodzony w rodzinie chłopskiej jako ósme dziecko Józefa Filka i Wiktorii z domu Więckowskiej. Po tragicznej śmierci ojca w 1920 r. wstąpił do małego seminarium ojców karmelitów w Wadowicach, a następnie do klasztoru w Czernej. Po ukończeniu studiów teologicznych przyjął 19 czerwca 1932 święcenia kapłańskie w katedrze na Wawelu z rąk arcybiskupa Adama Stefana Sapiehy. W 1935 r., po trzyletniej pracy duszpasterskiej w Krakowie i Czernej, skierowany do klasztoru i kościoła pw. św. Teresy w Wilnie, gdzie był wychowawcą kleryków. W 1938 r. objął funkcję przełożonego klasztoru karmelitańskiego w Miadziole w powiecie postawskim na Wileńszczyźnie. 18 września 1939 r. wypędzony wraz z innymi zakonnikami przez Sowietów z klasztoru. Pełnił nadal posługę duszpasterską wśród wiernych, tułając się po różnych miejscach. W 1949 r. aresztowany przez NKWD i skazany jako „wróg ludu” na 25 lata łagrów w Kazachstanie. Pracował w kamieniołomie w Kengirze koło Karagandy. Zwolniony w 1956 r. powrócił na Wileńszczyznę, gdzie nadal sprawował posługę wśród wiernych. W 1958 r. w ramach tzw. drugiej repatriacji wyjechał w rodzinne strony. Pracował w klasztorach w Wadowicach, Kluszkowcach oraz Czernej, gdzie zmarł. Tam też został pochowany.
W 2016 opublikowano jego wspomnienia z czasów II wojny światowej i zsyłki do łagrów pt. Katakumby dwudziestego wieku. Wileńszczyzna – Kazachstan – Wileńszczyzna. Publikację do druku przygotowali oraz opatrzyli wstępem i przypisami prof. Jolanta Marszalska i ks. prof. Waldemar Graczyk.